# Harald Wehmeier
Harald Wehmeier (Pseudonym Doktor Holthusen; * 19. Juni 1953 in Osnabrück-Schinkel) ist ein deutscher Journalist und Autor.

## Leben und Karriere
Wehmeier arbeitete in den 1980er und frühen 1990er Jahren beim Radiosender NDR 1 Welle Nord. Ab 1992 war er bis 2013 als Redakteur bei NDR 2. 1992 bis 1995 moderierte er „NDR 2 am Vormittag“, anschließend „Kwatsch“. Er war zudem Redakteur im Bereich Comedy. Mit Detlev Gröning schrieb er die Hörspielreihe Neues aus Stenkelfeld und sprach mehrere Personen. Zusammen mit Andreas Altenburg schrieb er die Satiresendung Frühstück bei Stefanie und sprach darin die Rollen von Herrn Ahlers und Opa Gehrke. Er übernahm verschiedene Sprechrollen in Filmen wie Werner – Volles Rooäää!!!, Werner – Eiskalt! sowie in der Fernseh-Zeichentrickkomödie SV Büdelsbüttel 00. Außerdem wirkte er in der Fernsehkomödie Team Deutschland mit.
Seit Sommer 2013 arbeitet Wehmeier nicht mehr als fest angestellter Redakteur beim NDR, sondern als freier Autor. Somit kann er die tägliche Comedy Frühstück bei Stefanie nicht mehr produzieren. Die letzte neue Folge wurde am 14. Juni 2013 ausgestrahlt. Bis heute (Stand 09/2024) werden Wiederholungen auf NDR1 gesendet.

## Auszeichnungen
Harald Wehmeier erhielt zusammen mit Andreas Altenburg  den Deutschen Radiopreis 2011 für die  Radio-Comedy Frühstück bei Stefanie.
Die Fernsehcomedy Jennifer – Sehnsucht nach was Besseres aus der Feder von Harald Wehmeier und Andreas Altenburg wurde mit dem Deutschen Comedypreis 2018 in der Kategorie „Beste Sitcom“ ausgezeichnet.

## Veröffentlichungen
- Mit Andreas Altenburg: Frühstück bei Stefanie. Rätsel, Fakten und sowas alles. Rowohlt-Taschenbuchverlag, Reinbek 2011, ISBN 978-3-499-62778-1.

## Filmografie
Sprechrollen
- 1999: Werner – Volles Rooäää!!!
- 2001: Kommando Störtebeker
- 2006: Neues aus Stenkelfeld
- 2008: Team Deutschland
- 2008–2013: Frühstück bei Stefanie
- 2009: SV Büdelsbüttel 00
- 2011: Werner – Eiskalt!

Drehbuchautor
- 2006 Neues aus Stenkelfeld
- 2015: Jennifer – Sehnsucht nach was Besseres

## Tonträger (Auswahl)
- Pfui Spinne! Die Horst-Frank-Parodie. Selected Sound, Hamburg 1998
- Musik zum Kochen. Artfound, Hamburg 2001, ISBN 3-930336-02-2
- Stenkelfeld – Ihr merkt's doch selbst! Selected Sound, Hamburg 2003
- Best of Münte aktuell.  Ganser und Hanke, Hamburg 2006
- Weihnachten in Stenkelfeld. Ganser und Hanke, Hamburg 2008
- Frühstück bei Stefanie. NDR 2 und das Leben beginnt. Ganser und Hanke, Hamburg 2009
- Das Beste aus Stenkelfeld. Folge 1. Verlag Warner Strategic Marketing. Hamburg 2002
- Das Beste aus Stenkelfeld. Folge 2. Ganser und Hanke, Hamburg 2010

## Sonstiges
- Harald Wehmeier war der Sprecher der Stationsansagen in den Fahrzeugen der Nordbahn Eisenbahngesellschaft.